# 간자 요시쿠니
간자 요시쿠니(일본어: 甘蔗 義邦, 1891년 ~ ?년)는 일본의 조선총독부 관료이다. 이시카와현 출신이다.

## 생애
1917년 10월 문관 고등시험에 합격하여 이듬해 7월에 도쿄 제국대학 법과대학 법률과를 졸업하고 바로 총독부 시보(試補)로서 조선에 건너왔다. 도 사무관, 총독부 사무관, 평안남도 재무부장, 강원도 경찰부장, 총독부 비서관 겸 사무관을 지냈다.
1929년 11월 경무국 위생과장에 임명되었고, 1930년 4월에는 전라남도 경찰부장, 11월에는 함경남도 내무부장이 되었다. 1932년 12월 강원도 내무부장, 1934년 5월 평양세무감독국장이 되었다. 1935년 7월 1일, 총독부 세무감독국장이 되었다.
1936년에 경성부윤으로 임명되었고, 1937년부터 1940년까지 경기도지사를 역임했다. 1940년에 퇴직한 이후에 조선방송협회 회장을 역임했다.

## 참고 문헌
- 기다 주에(貴田忠衛), 《쇼와 10년판 조선인사흥신록》, 조선인사흥신록편찬부, 1935년
- 《조선총독부 관보》 제2546호, 1935년 7월 9일